# Bahnhof Cannon Street

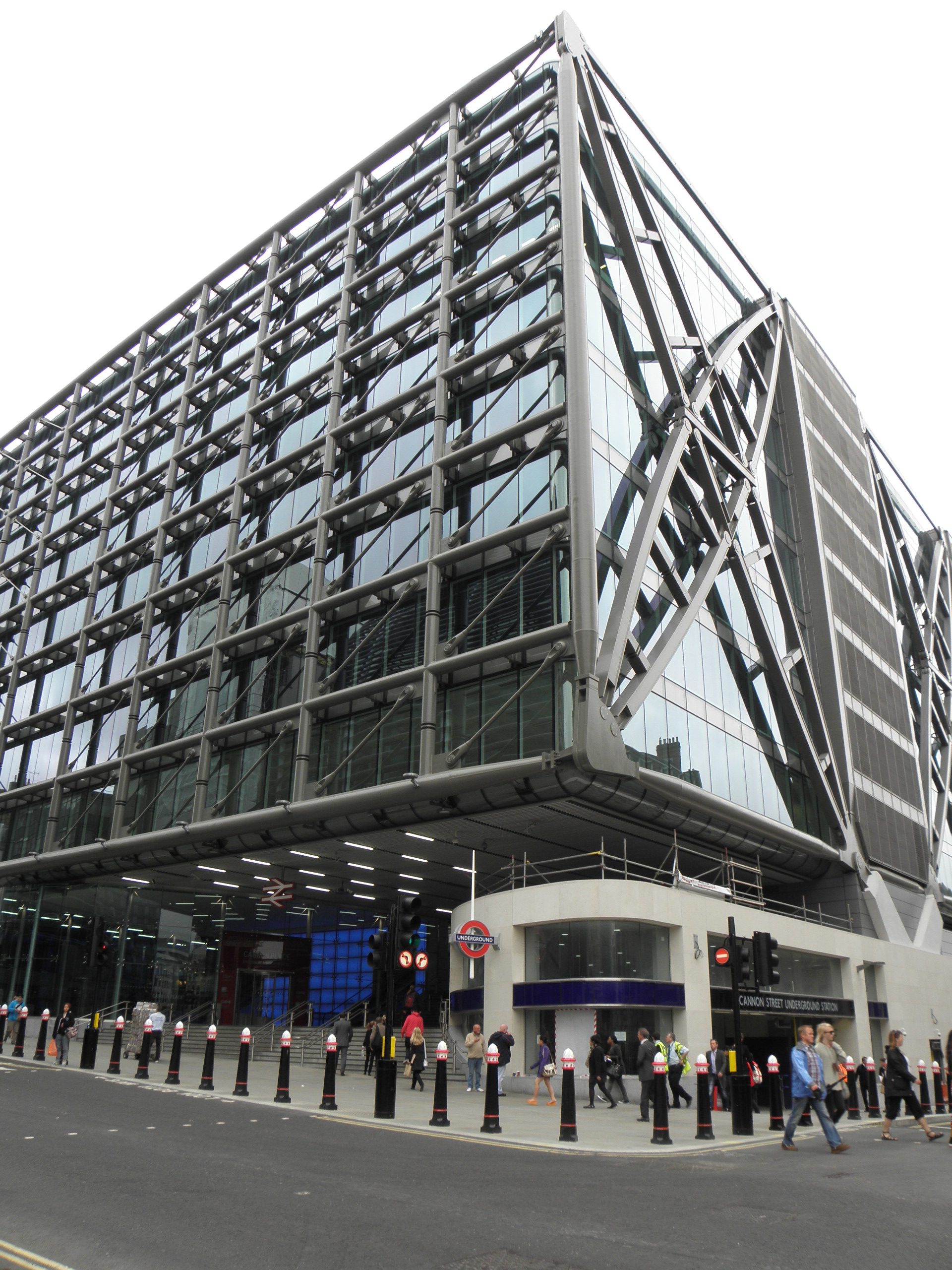
Bahnhofsgebäude

Cannon Street ist ein Bahnhof in der City of London, dem Finanzdistrikt von London. Die Anlage, die auch eine unterirdische Station der London Underground umfasst, befindet sich in der Travelcard-Tarifzone 1, zwischen dem Nordufer der Themse und der Cannon Street. Im Jahr 2014 nutzten 20,689 Millionen Fahrgäste der Eisenbahn den Bahnhof, hinzu kommen 5,30 Millionen U-Bahn-Fahrgäste.

## Eisenbahn

### Anlage

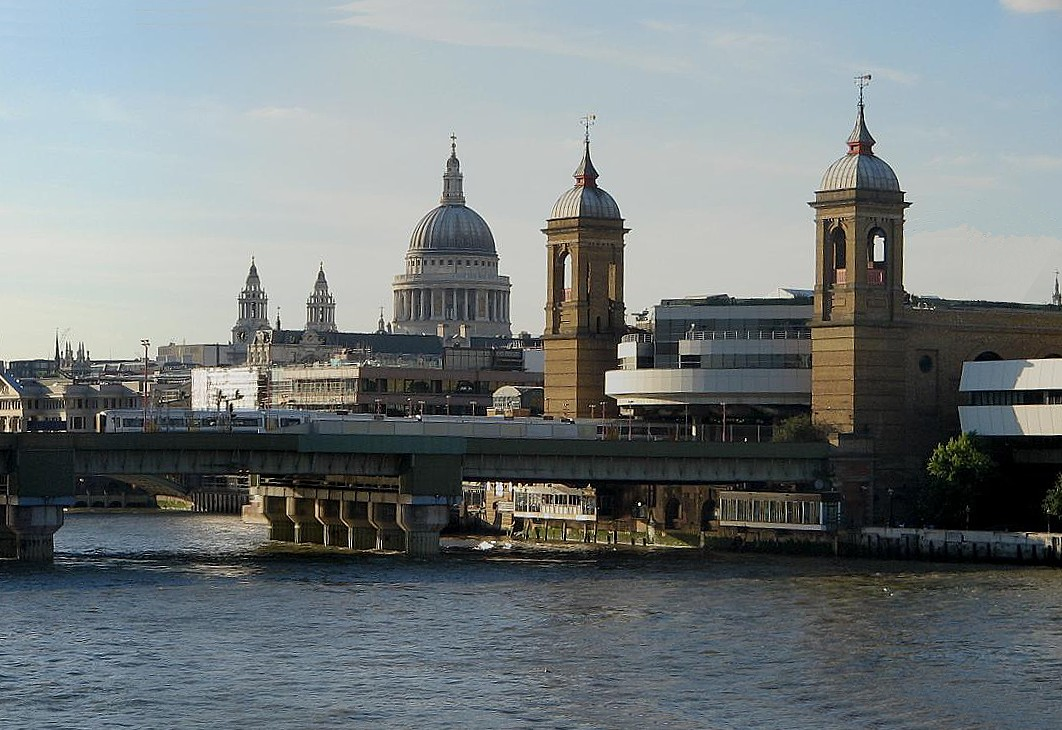
Der Bahnhof Cannon Street, von der London Bridge aus gesehen

Unmittelbar nach Verlassen des Kopfbahnhofs überqueren die Gleise die Themse auf der Cannon Street Railway Bridge. Die Zufahrtsstrecke zweigt auf der anderen Seite des Flusses an einem Gleisdreieck ab, das sich auf der South Eastern Main Line zwischen den Bahnhöfen Charing Cross und London Bridge befindet. Ursprünglich gab es acht Bahnsteige, doch Ende der 1990er Jahre wurde Bahnsteig 1 bei Umbauarbeiten entfernt. Es gibt je einen Eingang an der Cannon Street (Nordseite) und am Dowgate Hill (Westseite).
Der Bahnhof wird von Zügen der Gesellschaft Southeastern bedient, die zu den südöstlichen Stadtteilen Londons verkehren. Es fahren auch direkte Züge nach Kent und East Sussex, jedoch nur während der Hauptverkehrszeit. Cannon Street ist einer von 18 britischen Bahnhöfen, die von der Infrastrukturgesellschaft Network Rail verwaltet werden.

### Geschichte

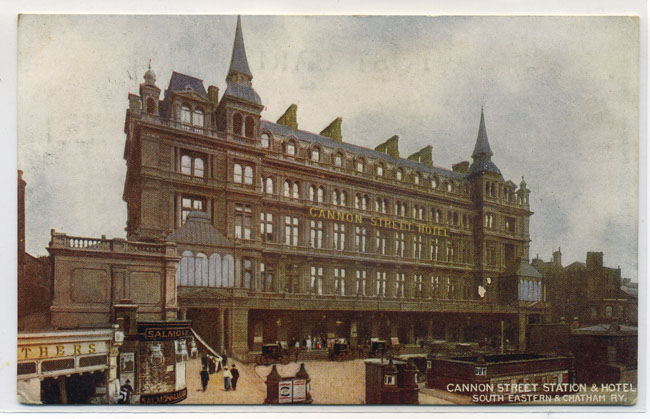
Frontfassade des ehemaligen Bahnhofsgebäudes

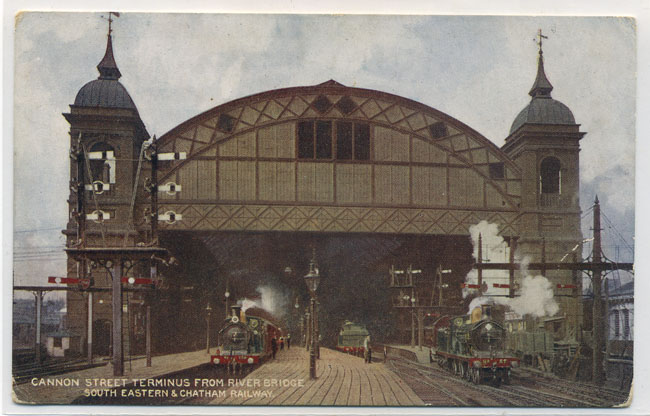
Ansicht des alten Bahnhofs von der Brücke aus

Die South Eastern Railway eröffnete den Bahnhof am 1. September 1866. Er entstand auf dem Gelände des ehemaligen Stalhofs, dem Londoner Kontor der Hanse. Das von John Hawkshaw und John Wolfe-Barry entworfene, etwa 210 Meter lange Gebäude bestand ursprünglich aus einem einzigen, fast halbkreisförmigen Gewölbe aus Glas und Stahl zwischen zwei 37 Meter hohen Türmen, getragen von einem Ziegelsteinviadukt über der Upper Thames Street. 1867 kam das fünfstöckige, von Edward Middleton Barry im Neorenaissancestil italienischer Prägung entworfene City Terminus Hotel hinzu, das die Vorderfront bildete.
1926, drei Jahre nach der Übernahme der South Eastern Railway, führte die Southern Railway verschiedene Renovations- und Umbauarbeiten durch. Sie reduzierte die Anzahl Gleise von neun auf acht (wobei fünf elektrischen Zügen vorbehalten waren) und entfernte das Stellwerk, das sich brückenartig über das Gleisfeld gespannt hatte. Das City Terminus Hotel erlitt während des Zweiten Weltkriegs starke Schäden durch Fliegerangriffe. Das Glasdach war zwar vor Kriegsausbruch entfernt worden, doch wurde die Fabrik, in der die Bestandteile lagerten, durch einen Bombentreffer zerstört.
Mitte der 1950er Jahre versuchte British Rail, durch bessere Ausnutzung ihrer Grundstücke in Zentrumslage höhere Einnahmen zu erzielen. Es gab Pläne für ein Parkhaus und einen Hubschrauberlandeplatz. Im März 1962 beschloss die British Transport Commission, in Zusammenarbeit mit Town & Country Properties über dem Bahnhof das mehrstöckige Poulson-Bürogebäude mit einer Nutzfläche von 14.300 m² zu errichten. Die Baukosten waren auf 2,35 Millionen Pfund veranschlagt. Als Vorbereitung darauf war die Bahnhofshalle 1958 abgetragen worden. Das Hotel, welches bereits seit 1931 ebenfalls als Bürogebäude genutzt worden war, folgte 1960. Nur die beiden Ziegelsteintürme auf der Südseite blieben erhalten. Diese stehen seit 1972 unter Denkmalschutz (Grade II).
1974 war der Bahnhof fünf Wochen lang vom 2. August bis zum 9. September 1974 aufgrund des Einbaus neuer Signalanlagen gesperrt. Während dieser Zeit leitete man den Verkehr nach London Bridge, Charing Cross und Blackfriars um. In einem leeren Zug, der den Bahnhof gerade verlassen hatte, explodierte am 4. März 1976 eine Bombe der Provisional Irish Republican Army; acht Personen in einem Zug in der Gegenrichtung wurden verletzt. Am 8. Januar 1991 ereignete sich ein schweres Zugunglück, als um 07:58 Uhr ein aus Sevenoaks kommender Pendlerzug nicht rechtzeitig abbremste und in den Prellbock fuhr. Zwei Personen kamen ums Leben, 542 weitere wurden verletzt.
In den 1980er Jahren kam es zu einem weiteren Immobilienboom und British Rail suchte nach Möglichkeiten, die Fläche des Bahnhofs besser zu nutzen. Es entstanden zwei neue Bürogebäude über der Bahnanlage, Atrium Building mit 18.000 m² Nutzfläche und River Building mit 8.800 Nutzfläche. 2007 erteilten die Behörden die Genehmigung, das Poulson-Bürogebäude durch einen Neubau von Foggo Associates zu ersetzen. Das als Cannon Place bezeichnete Gebäude wurde im September 2011 fertiggestellt und besitzt eine Nutzfläche von 400.000 m².

## U-Bahn

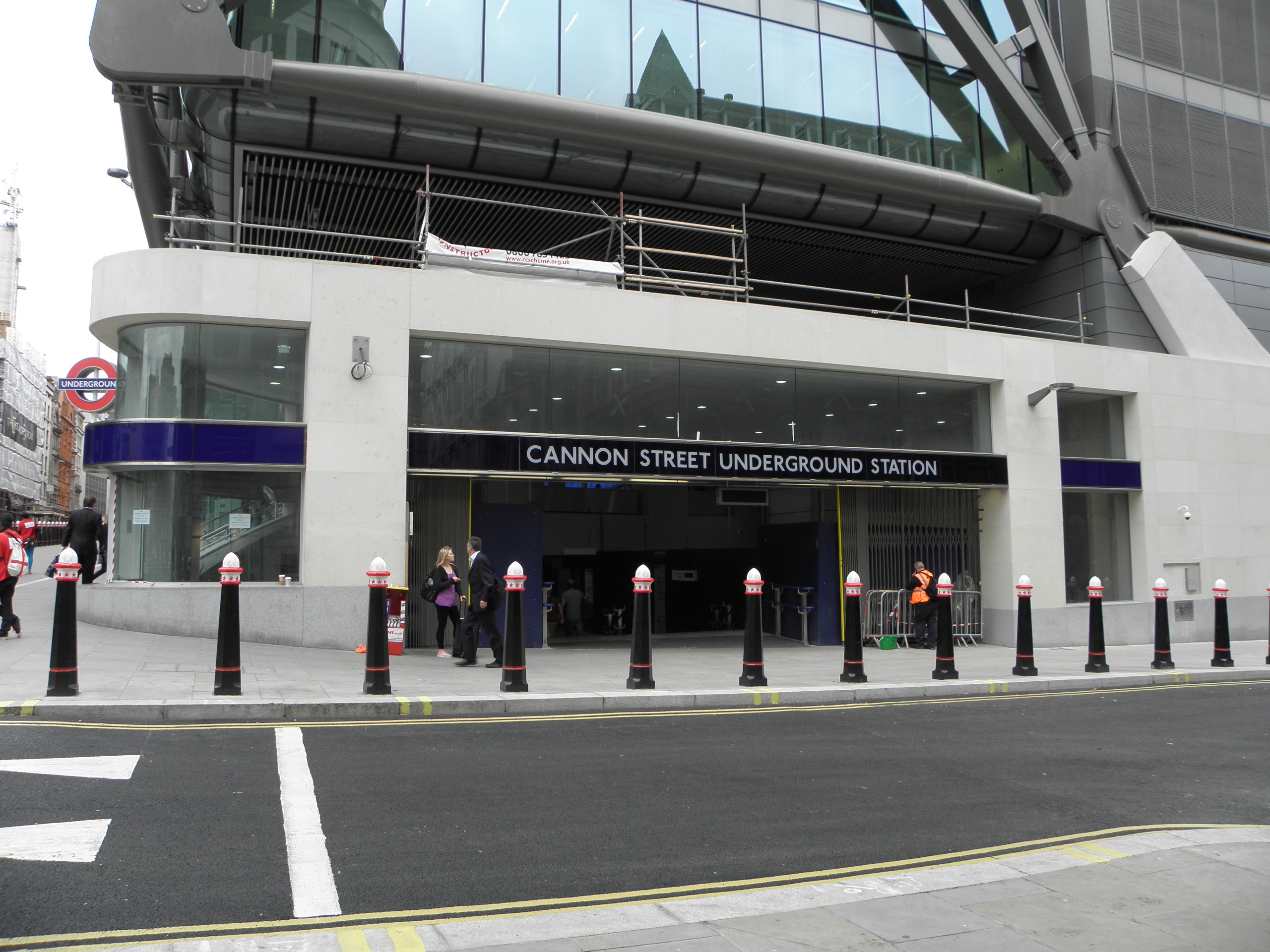
Eingang zur U-Bahn am Dowgate Hill

Die Station der London Underground befindet sich unmittelbar unterhalb der Bahnhofshalle. Hier verkehren Züge der District Line und der Circle Line. Eingänge befinden sich an der Cannon Street, am Dowgate Hill und am Ende der Bahnhofshalle.
Am 6. Oktober 1884 eröffnete die Metropolitan District Railway, die Vorgängerin der heutigen District Line, die U-Bahn-Station Cannon Street. Mit dem Abschnitt zwischen Mansion House und Tower Hill wurde die letzte Lücke der Ringstrecke geschlossen, die rund um die gesamte Innenstadt verläuft.
Ende der 1970er Jahre gab es Pläne, die Jubilee Line über Cannon Street zu führen; die zwanzig Jahre später gebaute Verlängerung nach Osten verläuft heute jedoch südlich des Flusses.